# Skradin
Skradin (Lateinisch: Scordona, Scardona) ist eine kleine Stadt in der Gespanschaft Šibenik-Knin in Kroatien. Sie umfasst den Hauptort Skradin mit 508 Einwohnern (2021) und 20 weitere Ortschaften.

## Lage und Einwohner
Skradin liegt am rechten Ufer des Flusses Krka 19 km nördlich von Šibenik und grenzt an den gleichnamigen Nationalpark. Skradin ist 100 km von Split entfernt. In der Kleinstadt lebten 2011 3825 Menschen. Zur Volkszählung von 2011 bezeichneten sich 79,24 % der Einwohner als Kroaten und 17,75 % als Serben.

## Geschichte
Skradin war schon zu illyrischen Zeiten besiedelt und zählt zu den ältesten Städten in Kroatien. Im 2. Jahrhundert unterwarf sie sich den Römern. Im Mittelalter war die mächtigen Familie Šubić aus Bribir im Besitz des Ortes. 1356 wurde die Stadt an Venedig abgetreten. Zwischen 1522 und 1684 wurde es vom Osmanischen Reich regiert, danach wieder bis 1797 von der Republik Venedig. Später wurde sie von Napoleon, dann von Österreich-Ungarn besetzt. Dadurch verlor sie ihre Bedeutung als Zentrum der Region, das sich nach Šibenik verlagerte.
Die Hauptattraktion des Naturreservoirs Slapovi Krke ist eine Reihe von Wasserfällen, deren größter, Skradinski Buk, nach der Stadt benannt wurde. An diesem Wasserfall wurden dramatische Szenen des Winnetou-Filmes „Der Ölprinz“ gedreht.

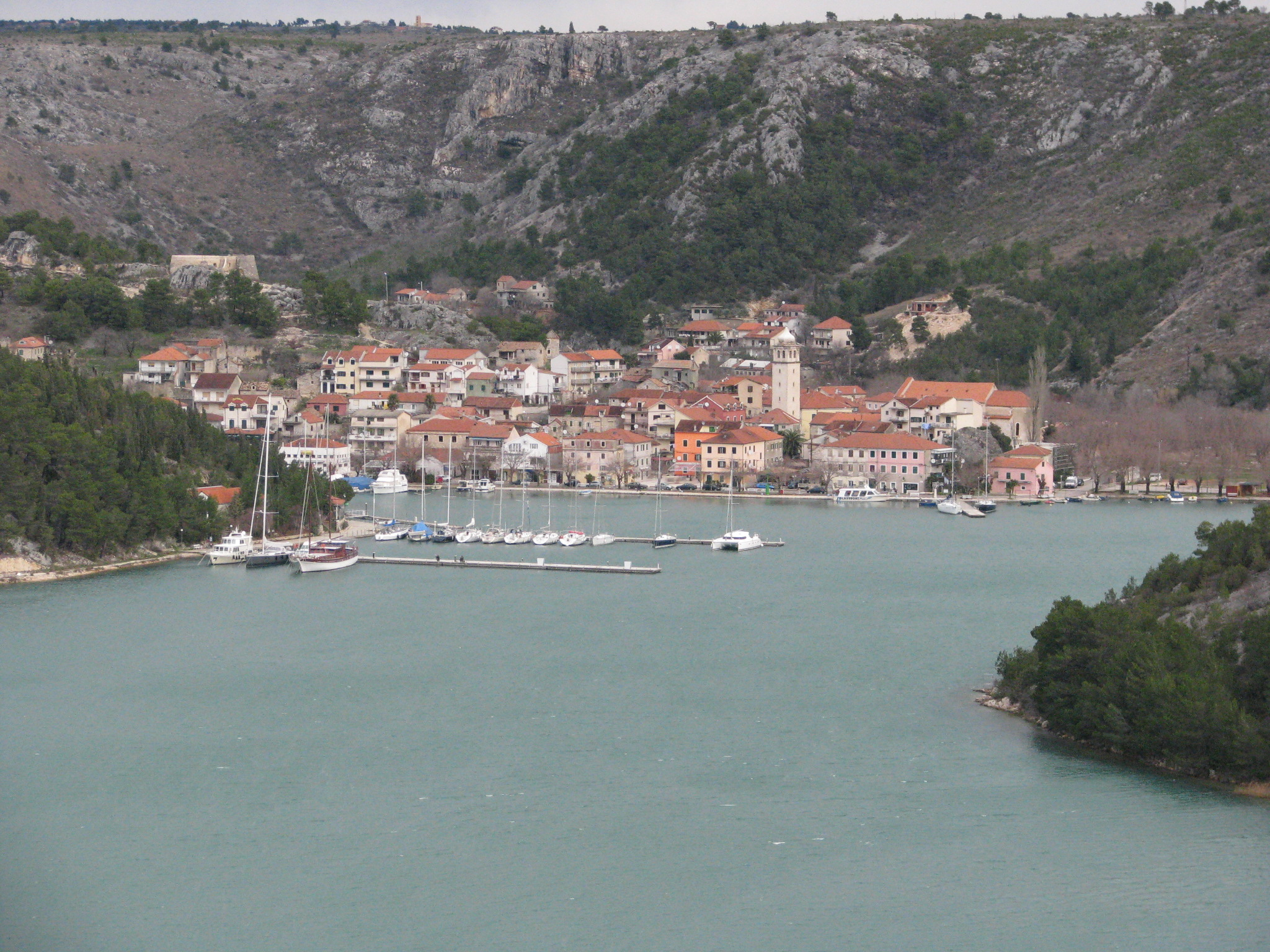
Skradin
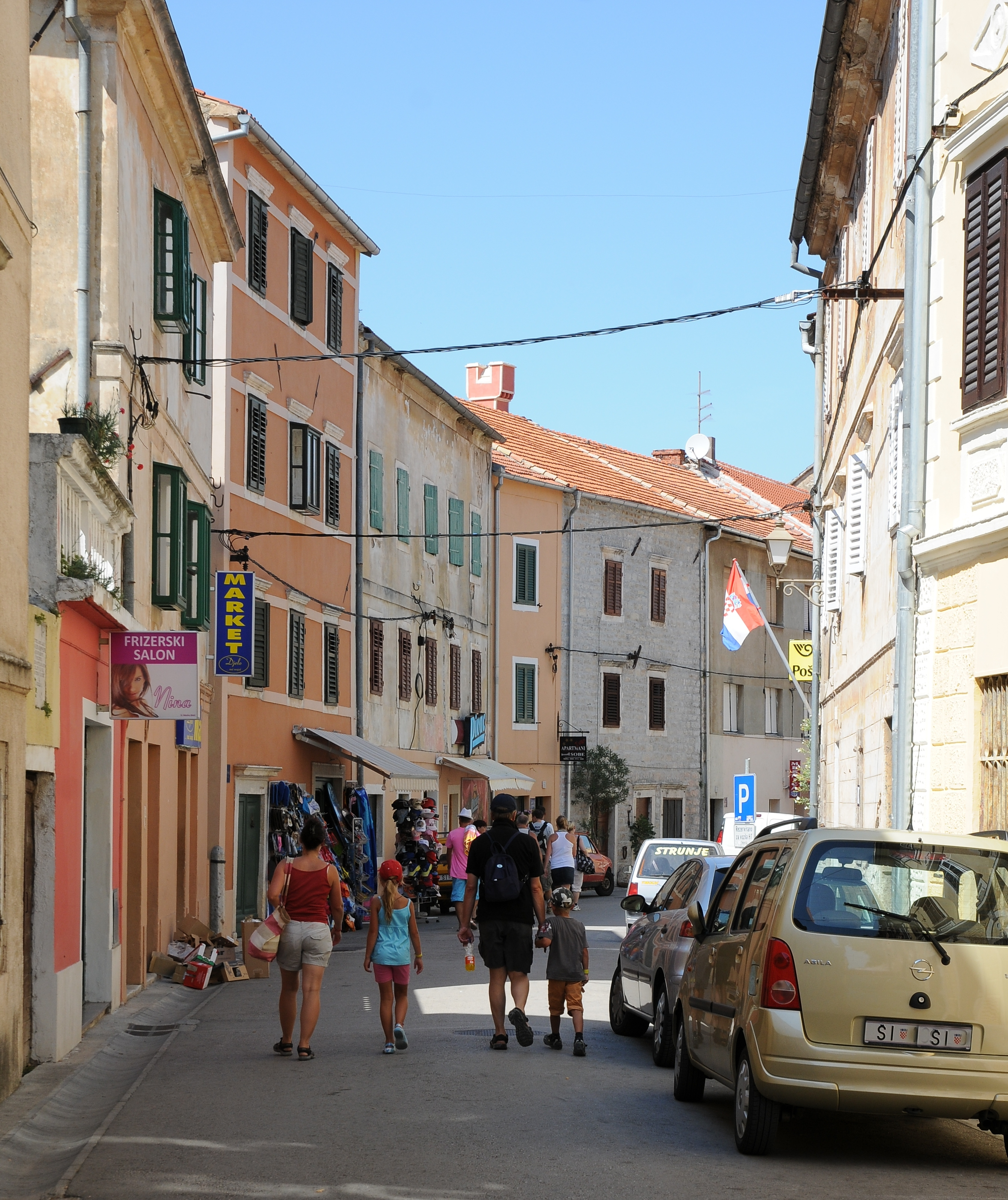
In der Altstadt
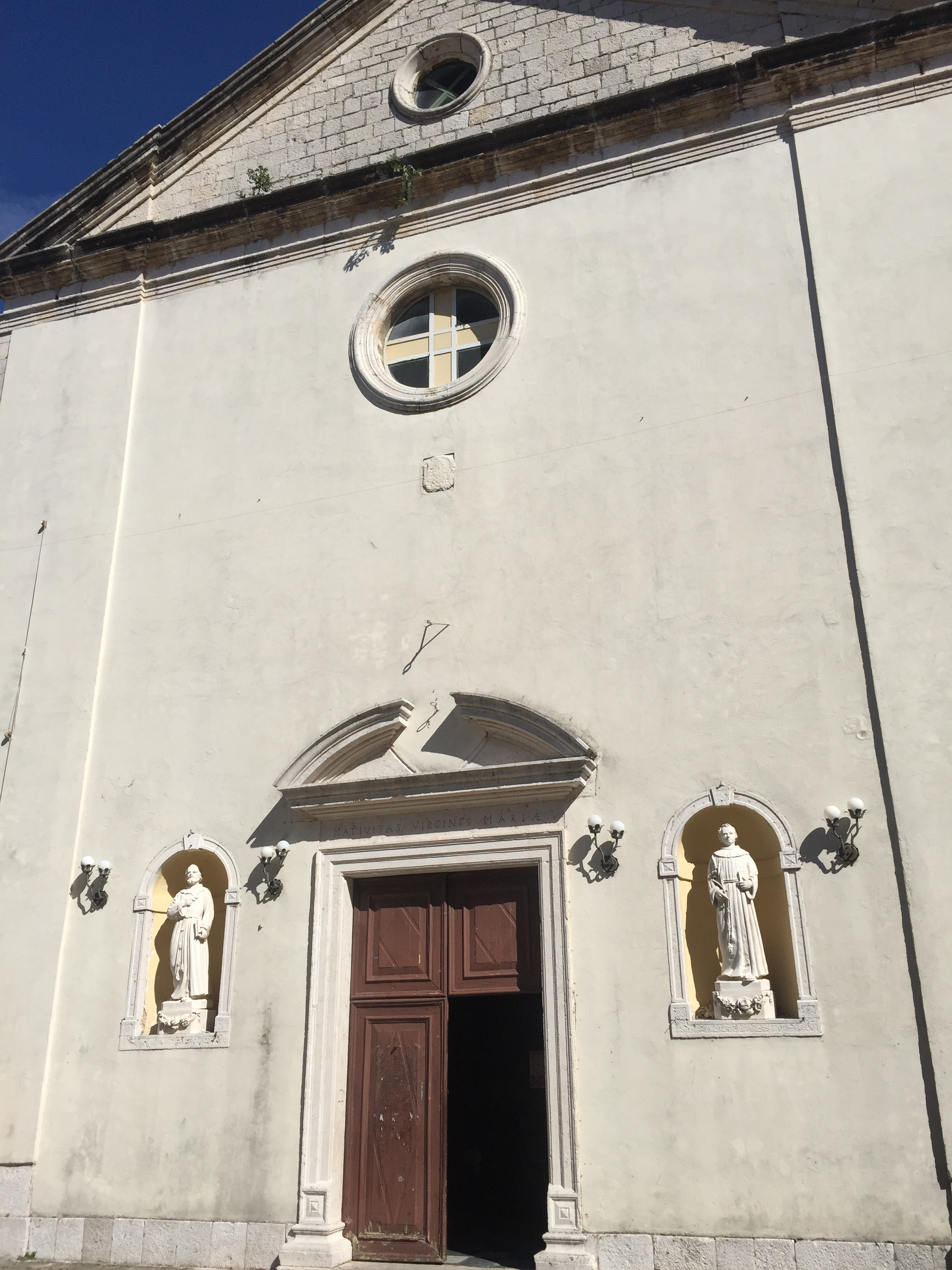
Eingang der römisch-katholischen Kirche Mariä Geburt
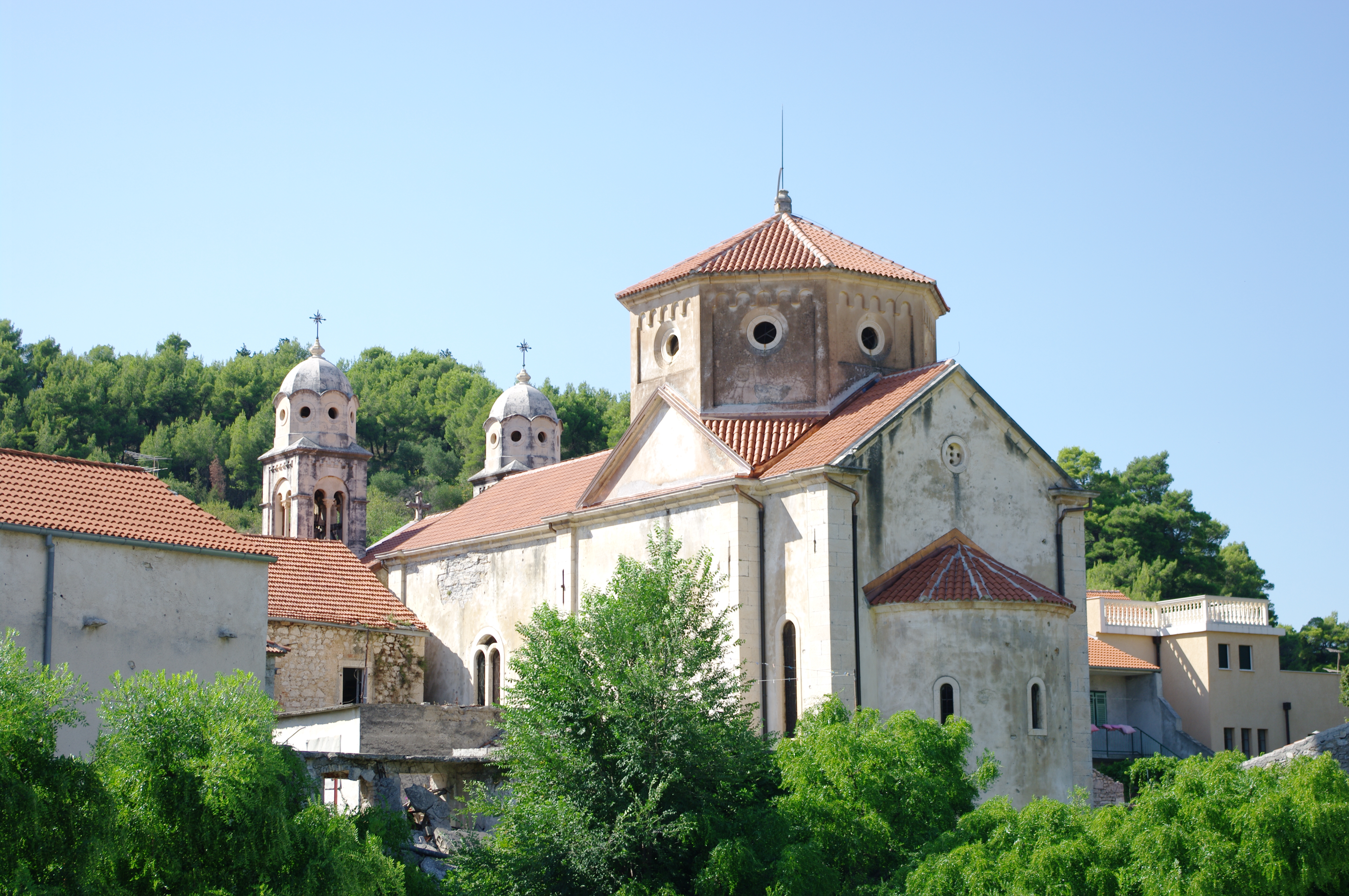
Orthodoxe Kirche
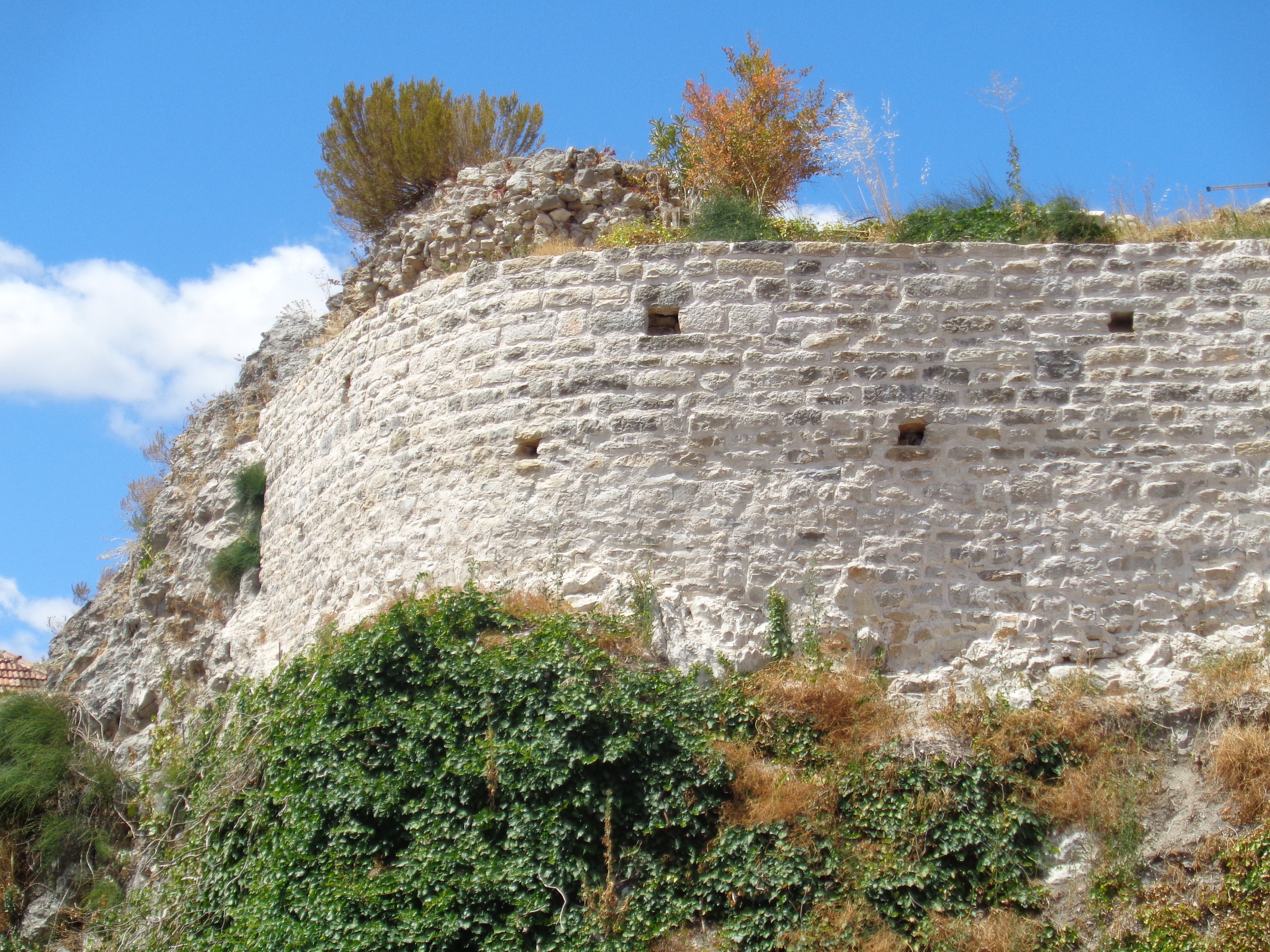
Burgruine Turina oberhalb der Stadt

## Persönlichkeiten
- Giorgio Schiavone (1433 oder 1436–1504), Maler der Renaissance